# Cedicus dubius
Cedicus dubius is een spinnensoort uit de familie van de Desidae.
De wetenschappelijke naam van de soort werd in 1907 gepubliceerd door Embrik Strand.